# Vladimír Pištělák
Vladimír Pištělák, né le 30 juillet 1940, à Brno, en Tchécoslovaquie, est un ancien joueur tchécoslovaque de basket-ball. 

## Palmarès
- Finaliste du championnat d'Europe 1967
- 3e du championnat d'Europe 1969